# Bencenc

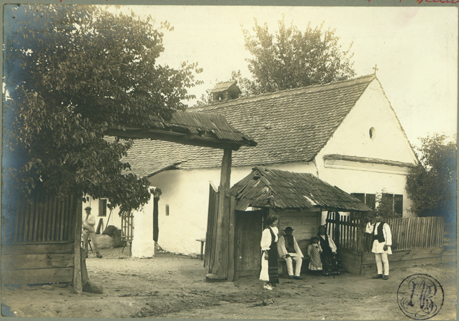
Aurel Vlaicu szülőháza a 20. század elején (Adler Lipót felvétele)

Bencenc (románul Aurel Vlaicu, korábban Binținți, németül Benzenz) falu Romániában, Erdélyben, Hunyad megyében, a Kenyérmezőn. Szászvárostól 10 km-re északkeletre, a Maros folyó bal partján fekszik.

## Nevének eredete
1263-ben terra Sohteluk, Sothelik, Botheluk, Bohtteluk néven szerepelt. Mai nevét az 1291-ben szereplő birtokosáról, Bencenc (< Vincentius) székely ispánról kapta (először 1332-ban, Benchench alakban). Ezután még 1345-ben is Sahtoutelek néven említették.

## Lakossága
- 1785-ben 379 lakosa volt. Ugyanazon évben 84 ortodox családfőt, 1786-ban kilenc római és nyolc görögkatolikus lakosát írták össze.[3]
- 1850-ben 597 lakosából 576 volt román és 12 magyar nemzetiségű; 580 ortodox, 9 református és 8 római katolikus vallású.
- 1900-ban 791 lakosából 609 volt román, 141 német és 40 magyar anyanyelvű; 608 ortodox, 99 evangélikus és 59 református vallású.
- 2002-ben 891 lakosából 875 volt román és 13 német nemzetiségű; 757 ortodox, 101 pünkösdista és 11 evangélikus vallású.

| Lakosok száma | 791  | 891  | 789  | 781  |
|               | 1990 | 2002 | 2011 | 2021 |

## Története
A marosi sószállítás egyik felügyelőhelye volt. A 13–16. században szászok és románok lakták.
A 16–18. században erős református kisnemesi közössége is volt. 1695–1699-ben a menekült Szörény vármegyei nemesség egyik gyülekezőhelye.[forrás?]
1784. november 7-én Karp császári alezredes csapata Bencenc határában parasztfelkelőket ejtett foglyul.
A 18. század végén és a 19. században legnagyobb birtokosának, a Lázár családnak kastélya is állt a faluban. 1849. február 4. után a Vízaknáról hátráló honvédeket idáig űzték a császári csapatok.
1885 után Carl Wolff, az Allgemeiner Sparkasseverein nevű nagyszebeni bank igazgatója megvásárolta két csődbe ment földbirtokos birtokát és külön falurészbe a bácskai Cservenkáról telepített be evangélikus svábokat.
Legnagyobb birtokosai 1909-ben Ioan Mihu és Ioan Ierivoi örököse voltak.

## Látnivalók
- A falutól Alkenyérig terjedő területen zajlott az 1479-es  kenyérmezei csata.[10] 1797-ben a Lázár család egy dombtetőre gloriettet emelt a csata emlékére, ezt a vasút 1869-es építésekor bontották el.[11]
- Aurel Vlaicu szülőháza (1880-ban épült).[12]
- Az evangélikus templomban kis emlékkiállítás látható.

## Híres emberek
- Itt született 1827-ben gróf Lázár Kálmán ornitológus, újságíró, 1848-as honvéd őrnagy.[13] Sokáig a falubeli kastélyában őrizte madárgyűjteményét.[14]
- Itt született 1882-ben Aurel Vlaicu mérnök, a repülés egyik úttörője.[15]
- 1816-ban Lázár Benedek vendége volt Kazinczy Ferenc.[16]
- 1853-ban Lázár Kálmánnál vendégeskedett Jókai Mór és lerajzolta a gloriettet.[17]

## További információk

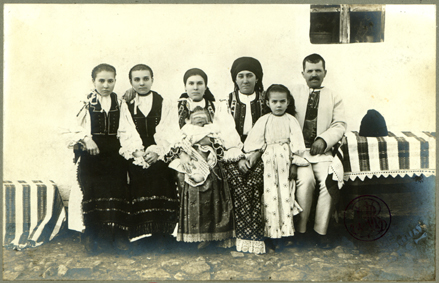
Bencenci viseletek
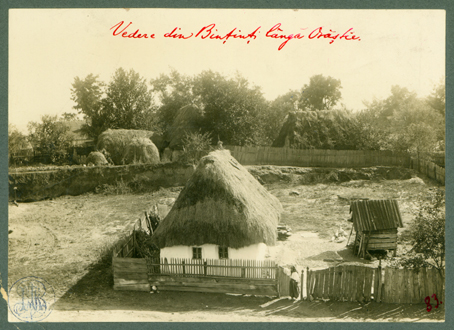
Zsúpfedeles parasztház (Adler Lipót felvételei a 20. század elejéről)